# Månprinsessan
Månprinsessan (engelska: The Secret of Moonacre) är en amerikansk långfilm från 2008 i regi av Gabor Csupo, med Dakota Blue Richards, Juliet Stevenson och Tim Curry i rollerna. Filmen bygger på boken Den lilla vita hästen från 1993 av Elizabeth Goudge.

## Handling
Filmen handlar om en 13-årig flicka Maria, spelad av Dakota Blue Richards, som flyttar till Moonacre, en herrgård som varit familjen Merrywethers i århundraden. Filmen är bland annat inspelad på slottet i Csesznek, Ungern.

## Rollista
| Dakota Blue Richards | – Maria Merryweather        |
| Juliet Stevenson     | – Miss Heliotrope           |
| Tim Curry            | – Coeur De Noir             |
| Augustus Prew        | – Robin De Noir             |
| Natascha McElhone    | – Loveday                   |
| Ioan Gruffudd        | – Sir Benjamin Merryweather |
| Michael Webber       | – Digweed                   |